# Dante Bertoli
Dante Bertoli (ur. 28 stycznia 1913 w Sassuolo, zm. 11 września 1996 w Velletri) – włoski zapaśnik walczący w stylu klasycznym. Olimpijczyk z Berlina 1936, gdzie zajął ósme miejsce w wadze koguciej.
Zajął 4.–6. miejsce na mistrzostwach Europy w 1937 w Paryżu.

## Letnie Igrzyska Olimpijskie 1936
| Konkurencja          | Rundy eliminacyjne | Rundy eliminacyjne | Rundy eliminacyjne  | Rundy eliminacyjne    | Klas. końcowa |
| Konkurencja          | Przeciwnik I       | Przeciwnik II      | Przeciwnik III      | Przeciwnik IV         | Miejsce       |
| -------------------- | ------------------ | ------------------ | ------------------- | --------------------- | ------------- |
| 56 kg styl klasyczny | Evald Sikk (EST) Z | Ali Erfan (EGY) Z  | Iosif Töjär (ROU) P | Egon Svensson (SWE) P | 8.            |